# Giuliano Figueras
Giuliano Figueras é um antigo ciclista italiano nascido a 24 de janeiro de 1976 em Arzano (Nápoles).

## Biografia
Giuliano Figueras estreiou como profissional em 1998 e foi considerado como uma das grandes promessas do ciclismo italiano após se ter proclamado campeão do mundo sub-23 em 1996. Confirma o seu potencial nas suas três primeiras temporadas profissionais com um terceiro posto na Clássica de San Sebastián (1999) e um segundo posto no Giro de Lombardia. Retirou-se em 2007.

## Palmarés
| 1995 - 3º no Campeonato Europeu em Estrada sub-23 1996 - Campeonato do Mundo em Estrada sub-23 - Coppa Caivano - Giro das Regiões - Troféu Zssdi - 1 etapa do Girobio 1997 - 1 etapa do Grande Prêmio Guillermo Tell - 1 etapa do Giro do Vale de Aosta - Troféu Gianfranco Bianchin 1998 - 1 etapa do Tour de Langkawi 1999 - Memorial Rik Van Steenbergen - 1 etapa do Volta à Romandia - 1 etapa da Volta ao País Basco - 1 etapa da Setmana Catalã - 1 etapa do Tour de Valônia | 2000 - G. P. Chiasso 2001 - Giro do Veneto 2002 - Giro dos Apeninos 2003 - G. P. Chiasso 2004 - Settimana Coppi e Bartali 2006 - Giro de Lazio - 1 etapa do Brixia Tour |

## Resultados em Grandes Voltas e Campeonatos do Mundo
Durante a sua carreira desportiva conseguiu os seguintes postos nas Grandes Voltas e nos Campeonatos do Mundo em estrada:
| Carreira           | 1998 | 1999 | 2000 | 2001 | 2002 | 2003 | 2004 | 2005 | 2006 | 2007 |
| ------------------ | ---- | ---- | ---- | ---- | ---- | ---- | ---- | ---- | ---- | ---- |
| Giro d'Italia      | -    | 36º  | Ab.  | 10º  | -    | 28º  | Ab.  | -    | -    | -    |
| Tour de France     | -    | -    | -    | -    | -    | -    | -    | -    | -    | -    |
| Volta a Espanha    | 56º  | -    | -    | 29º  | -    | -    | -    | Ab.  | -    | -    |
| Mundial em Estrada | -    | -    | -    | 7º   | -    | -    | -    | -    | -    | -    |

-: não participa 

Ab.: abandono